# Bernhard Hayo

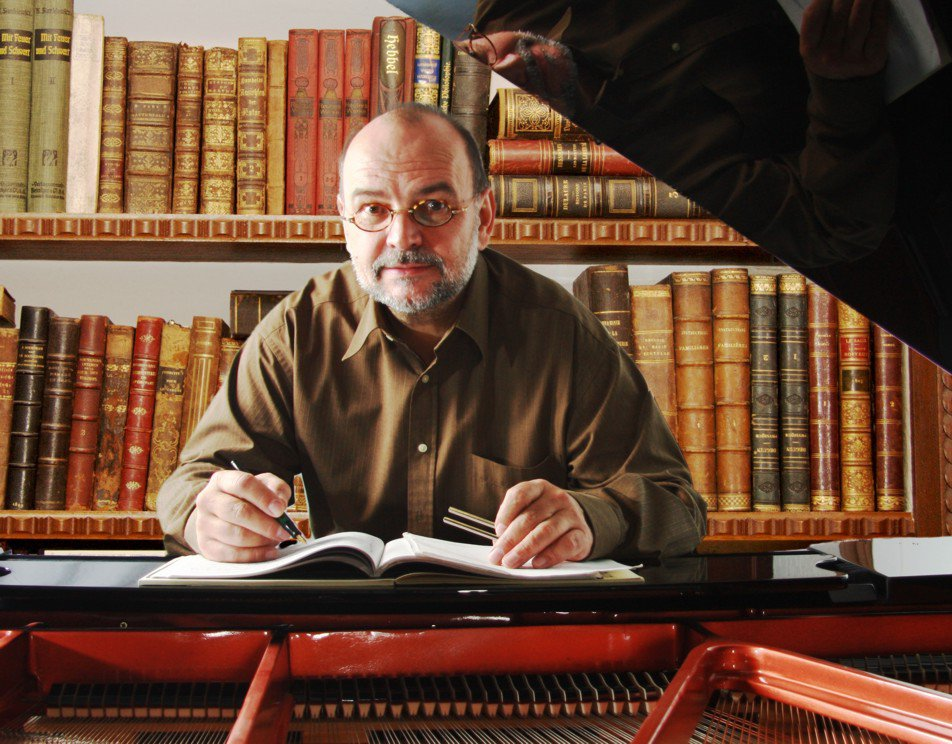
Bernhard Hayo

Bernhard Hayo (* 1951 in Großrosseln) ist ein deutscher Verleger, Autor, Maler und Musiker.

## Leben
Nach seinem Abitur absolvierte Bernhard Hayo an der Universität des Saarlandes ein Studium der Erziehungswissenschaft bei Hans-Joachim Kornadt sowie der Psychologie und Soziologie. Im Jahr 1976 wurde er Lehrer an verschiedenen Grund-, Haupt- und Gesamtschulen des Saarlandes und war gleichzeitig Mitbegründer der Grenzland-Musikschule und des Grenzlandorchesters in Geislautern.
1981/82 erhielt er die Einladung zum Ostersymposium (durch Wilhelm Josef Revers) des Instituts für experimentelle Musikpsychologie der Herbert-von-Karajan-Stiftung in Salzburg (mit Herbert von Karajan, Konrad Lorenz u. a.).
Er gründete 1995 seinen Musikverlag Hayo und beschäftigt sich seither mit Komposition und Arrangement von Chor- und Orchestermusik zusammen mit Autoren wie Konstantin Wecker und seinen Werken „Was keiner wagt“ oder „Ich singe, weil ich ein Lied hab“ aus dem Album Poesie und Widerstand.
2004 rief Hayo das Streicherprojekt Mit Geigen gegen PISA an der Schloßparkschule Geislautern ins Leben und gründete das Junge Philharmonische Kammerorchester Warndt.
2008 wurde das Projekt durch Bundespräsident Horst Köhler als „Ort im Land der Ideen“ ausgezeichnet.
2011 wurde Hayo von der Saarbrücker Zeitung im Rahmen der Aktion „Saarlands Beste“ nominiert.
2013 kam es zur Uraufführung der „Missa in Honorem Sancti Sebastiani“, einer Auftragskomposition von Shane Woodborne, dem Jungen Philharmonischen Kammerorchester und dem Kirchenchor Sankt Sebastian, Püttlingen aus Mitgliedern der Camerata Salzburg (Mitschnitt einer Aufführung – Dom zu Salzburg 17. Mai 2015).
2013 erhielt Hayo die Verdienstmedaille der Gemeinde Großrosseln für „sein langjähriges Engagement im öffentlichen Leben und seine hervorragenden Leistungen, durch die er das Ansehen der Gemeinde Großrosseln über die Grenzen hinaus in besonderem Maße gestärkt hat“, wo er 1968 die Beatband „The Sunset“ mitbegründet hatte und 2018 mit ihr ein Revival feierte.
2014 erhielt er den Förderpreis „Verein(t) für gute Kita und Schule“ der Stiftung Bildung, Berlin.

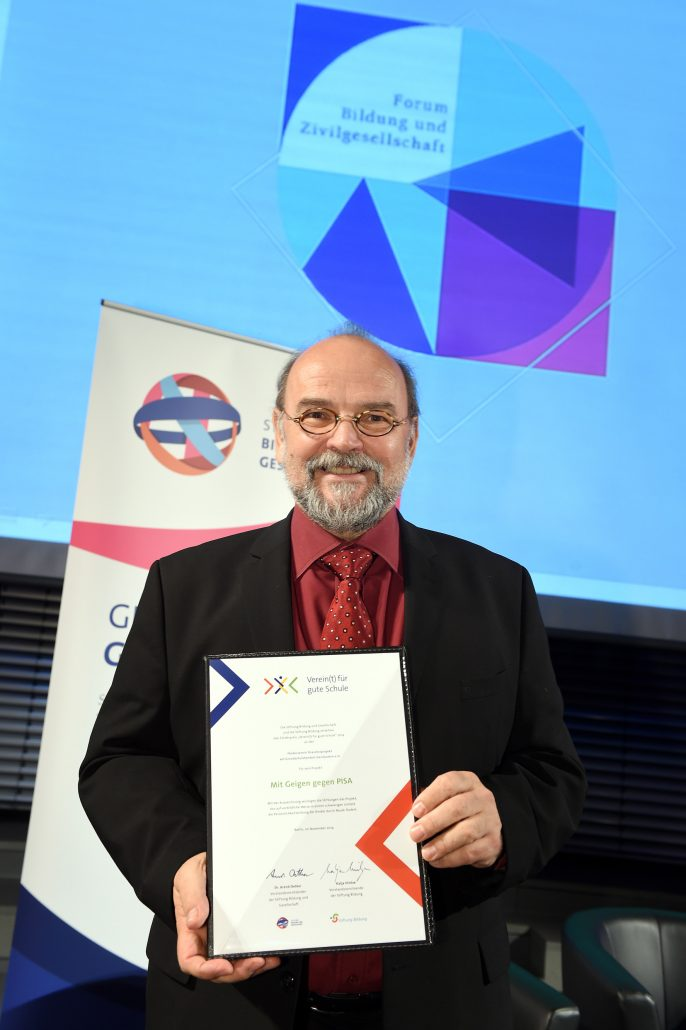
„Verein(t) für gute Kita und Schule“

2015 wurde sein Streicherprojekt „Mit Geigen gegen PISA“ für den Deutschen Engagementpreis 2015 nominiert.
2016 fand mit seinem Jungen Philharmonischen Kammerorchester Warndt ein Konzert mit der Pianistin Anny Hwang im Großen Sendesaal des Saarländischen Rundfunks statt.
Im Januar 2017 erhielt Hayo eine Auszeichnung für besonderes ehrenamtliches Engagement in der Kultur durch Annegret Kramp-Karrenbauer.
2017 erschien sein erster historischer Roman Typhus bei Gollenstein-Classics. Im selben Jahr übergab er sein Philharmonisches Kammerorchester Warndt in die Hände von Viktoria Psota und zog mit seiner Frau ins niedersächsische Bergen.
2019 veröffentlichte er seinen zweiten historischen Roman Das Werk des Uhrmachers und gründete seine eigene Buchedition hy-buchedition.
Er begann mit dem Illustrieren von Kinderbüchern, wie Komm wir fliegen einen trinken zusammen mit der Autorin Anna Marita Engel oder Greta und Nala zusammen mit dem Autor Hartmann Jenal.

## Privatleben
Bernhard Hayo ist verheiratet und hat zwei Kinder.

## Werke

### Romane
- Typhus: Historischer Roman. Verlag Saarliteratur (Gollenstein Classics): 1, März 2017. ISBN 978-3-95633-081-0
- Das Werk des Uhrmachers. Historischer Roman. Musikverlag Hayo 2019 (Eigenverlag). ISBN 978-3-9820922-0-1

### Illustrationen
- Anna Marita Engel: Komm, wir fliegen einen trinken. Musikverlag Hayo 2020 (Eigenverlag). ISBN 978-3-9820922-4-9
- Désirée Jenal: Das Land der Füchse.  Musikverlag Hayo 2020 (Eigenverlag). ISBN 978-3-9820922-7-0
- Hartmann Jenal: Greta und Nala: zwei beste Freundinnen. Musikverlag Hayo 2021 (Eigenverlag). ISBN 978-3-949343-01-8